# كريتياس (حوار)
كريتياس (باليونانية: Κριτίας)‏، هو أحد حوارات أفلاطون المتأخرة، ويتضمن قصة مملكة جزيرة أتلانتس العظيمة ومحاولتها للاستيلاء على أثينا، والتي فشلت بسبب النظام داخل المجتمع الأثينيين. حوار كريتياس هو الثاني من ثلاثية من الحوارات، سبقه تيمايوس وتلاه هيرموكراتس. لم يقم أفلاطون بكتابة الأخير وترك كريتياس غير مكتمل. بسبب تشابه حواري تيمايوس وكريتياس، فإن الباحثين الكلاسيكيين الحديثين يجمعون أحيانا الحوارين في حوار واحد.